# Gerd R. Puin
Gerd Rüdiger Puin (n. 1940) es un académico alemán de estudios orientales, especializado en paleografía coránica, caligrafía árabe y ortografía del idioma árabe. Fue profesor (lecturer) de lengua y literatura árabes en la Universidad del Sarre (Sarrebrucken, Alemania). En cuanto a su enfoque de investigación histórica, Puin se considera representante de la «escuela de Saarbrücken», que forma parte de la escuela revisionista de estudios islámicos.

## Descubrimiento del manuscrito de Saná

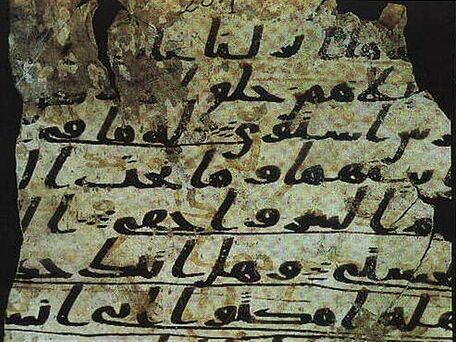
Fotografía de Gerd R. Puin de uno de los pergaminos conservados en el manuscrito de Saná.

Gerd R. Puin dirigió un proyecto de restauración encargado por el Gobierno de Yemen, en el que pasó un tiempo considerable examinando los antiguos manuscritos coránicos hallados en la Gran Mezquita de Saná (Yemen) en 1972, con el fin de establecer criterios para catalogarlos de forma sistemática. Según el periodista Toby Lester, su examen reveló «ordenaciones de aleyas no convencionales, ligeras variantes textuales y usos poco comunes de la ortografía y de la decoración artística».
Estos textos fueron escritos en la escritura hiyazí, coincidiendo con los fragmentos de los manuscritos coránicos más antiguos que se conocen. Parte del pergamino muestra signos claros de reutilización previa, pues son visibles escrituras anteriores lavadas: se trata, por tanto, de un palimpsesto. En 2008 y 2009, Elisabeth Puin publicó resultados detallados del análisis del «manuscrito de Saná DAM (Dār al-Majtūṭāt) 01.27-1», demostrando que el texto aún estaba en flujo entre la scriptio inferior y la scriptio superior del palimpsesto.
Más de 15 000 hojas de los manuscritos yemeníes fueron limpiadas, tratadas, ordenadas, catalogadas y fotografiadas, y se realizaron 35 000 microfilmes de los mismos. Algunas observaciones iniciales de Puin pueden leerse en su ensayo «Observations on Early Qur'an Manuscripts in Ṣanʿāʾ», reeditado en el volumen What the Koran Really Says (2002) del exmusulmán y activista Ibn Warraq. En enero de 2021, Robert M. Kerr (secretario del Instituto INÂRAH para la investigación de la historia islámica temprana y del Corán) realizó una entrevista a Puin sobre el hallazgo de los manuscritos de Saná.

## Valoración del Corán

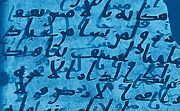
Página del manuscrito de Saná. Los «subtextos» revelados con luz ultravioleta difieren claramente de la edición estándar del Corán vigente. El paleógrafo alemán Gerd R. Puin sostiene que estas variantes indican un texto en evolución. Un parecer similar ha sido expresado por el historiador británico Lawrence Conrad respecto de las primeras biografías de Mahoma: según él, las fechas del nacimiento del profeta manejadas por los autores islámicos hasta el siglo VIII d. C. presentan una horquilla de 85 años.

En un artículo publicado en 1999 en la revista estadounidense The Atlantic, Puin fue entrevistado y citado en los siguientes términos:

Mi idea es que el Corán es una especie de cóctel de textos que ni siquiera se entendían del todo en tiempos de Mahoma. Muchos de ellos pueden ser incluso cien años anteriores al islam. Incluso dentro de las tradiciones islámicas hay un enorme cuerpo de informaciones contradictorias, incluido un sustrato cristiano significativo; a partir de ellas podría derivarse toda una anti-historia islámica, si se quisiera.

El Corán afirma de sí mismo que es mubīn, es decir, «claro», pero si uno lo lee, notará que aproximadamente una de cada cinco frases no tiene sentido. Muchos musulmanes —y también orientalistas— dirán lo contrario, por supuesto, pero el hecho es que una quinta parte del texto coránico es sencillamente incomprensible. Esto es lo que ha provocado la ansiedad tradicional respecto a su traducción. Si el Corán no es comprensible —si ni siquiera puede entenderse en árabe—, entonces no es traducible. La gente teme eso. Y dado que el Corán repite una y otra vez que es claro pero obviamente no lo es —como le dirán incluso los hablantes de árabe—, hay una contradicción. Debe de estar ocurriendo otra cosa.

## Obras
- Ohlig, Karl-Heinz; Puin, Gerd-Rüdiger (2007). Die dunklen Anfänge. Neue Forschungen zur Entstehung und frühen Geschichte des Islam [Los comienzos oscuros: nuevas investigaciones sobre el origen y la historia temprana del islam] (en alemán) (3.ª edición). Berlín: Verlag Hans Schiler. ISBN 978-3-89930-128-1.
- Ohlig, Karl-Heinz; Puin, Gerd-Rüdiger (2009). The Hidden Origins of Islam: New Research into Its Early History. Amherst (NY): Prometheus Books. ISBN 978-1-59102-634-1. Archivado desde el original|urlarchivo= requiere |url= (ayuda) el 10 de mayo de 2012.
- von Bothmer, Hans-Caspar Graf; Ohlig, Karl-Heinz; Puin, Gerd-Rüdiger (1999). «Über die Bedeutung der ältesten Koranfragmente aus Sanaa (Jemen) für die Orthographiegeschichte des Korans. In: Neue Wege der Koranforschung» [Sobre el significado de los fragmentos coránicos más antiguos de Saná (Yemen) para la historia ortográfica del Corán. En: Nuevas vías de investigación coránica]. Magazin Forschung (Universidad del Sarre) (1): 37-40. Archivado desde el original el 23 de diciembre de 2012.